# Toponymie française
Pour un article plus général, voir Toponymie.
La toponymie française est l'étude des noms de lieux en France.
La toponymie a toujours intéressé les érudits. À l'origine d'interprétations souvent douteuses ou fantaisistes (suivant les règles d'une étymologie populaire), elle n'a acquis son caractère scientifique que dans la seconde moitié du XIXe siècle.
L'étude de la normalisation des noms de lieux, dans le monde, en langue française fait l'objet de la section normalisation de l'article toponymie.

## Historique
En France, la question du recueil et de la notation de la toponymie s'est posée dès l'établissement de la carte de Cassini au XVIIIe siècle. Lors de la mise en œuvre de cette carte, les opérateurs avaient dressé des listes de noms de lieux, pour la moitié des 182 feuilles seulement.
Une étape importante a été la réalisation de dictionnaires topographiques pour chaque département, projet mis en place dans les années 1870, qui a abouti pour une trentaine de départements. Chaque toponyme y est présenté avec un maximum de détails sur son évolution au fil des siècles, à partir de sa première mention dans les textes les plus anciens, généralement médiévaux.
Henri d’Arbois de Jubainville est un des initiateurs des études de toponymie française. En mettant la toponymie au contact de la linguistique historique, il a opéré un premier saut qualitatif.
Auguste Longnon est considéré comme le fondateur en France d'une toponymie véritablement méthodique et systématique fondée avant tout sur la géographie historique et à forte orientation historico-philologique. On notera son ouvrage majeur Noms de lieux de la France, paru en 1920.
Albert Dauzat a marqué le tournant décisif en toponymie en l'associant à la linguistique phonologique diachronique. Il a fixé les buts et les méthodes de la discipline et son livre La Toponymie française constituera un manuel de référence et livre de chevet pour les chercheurs. La toponymie française d'Albert Dauzat se fonde avant tout sur les désignations successives des noms de lieu par la population dans le cadre d'une évolution phonétique: elle s'appuie sur le principe néogrammairien de la régularité des changements phonétiques, établi après 1870. Ces principes ont cependant été mis en doute dès les premiers travaux dialectologiques sur les atlas linguistiques, certains éléments des langues standards jusqu’alors étudiées, dérogeaient aux règles de changements phonétiques établies. Albert Dauzat, lui-même, ne croit plus qu’un parler populaire représente l’évolution spontanée et régulière du latin vulgaire apporté dans la région 16 ou 18 siècles auparavant.
Par la suite, d'autres chercheurs ont développé les travaux d'Albert Dauzat, Charles Rostaing, Ernest Nègre et Marcel Baudot. Aujourd'hui, plusieurs spécialistes continuent d'approfondir les recherches toponymiques (Marie-Thérèse Morlet, Marianne Mulon, Paul Fabre, Stéphane Gendron, Michel Morvan, Michel Roblin, etc.).

## Classification des toponymes français
Il existe deux façons de classer les toponymes en France. On peut le faire selon les diverses strates linguistiques qui se sont succédé dans le pays, depuis le pré-indo-européen jusqu'au français moderne (une variante de cette classification est de diviser les noms par périodes historiques). Il s'agit alors d'adopter (ou non) un des principaux postulats d'Albert Dauzat qui attribue aux toponymes français des couches linguistiques (celte, latin puis germanique). On peut aussi privilégier un classement selon la nature des lieux : rivières, montagnes, terres cultivées et incultes, lieux d'habitation, lieux de culte, termes liés à l'élevage, à l'industrie ou à l'artisanat, etc.

### Classement par strates linguistiques ou historiques

#### Toponymes pré-celtiques
Par commodité, on qualifie de pré-indo-européens ou encore pré-celtiques des toponymes qui ne trouvent pas d'explication par l'indo-européen ou par l'ancien celtique continental (gaulois). Il existerait plusieurs types de substrats pré-celtiques ou prélatins selon les régions de France, principalement au sud, parfois superposés dans la même région :
- Le proto-basque ou aquitanien, dont le suffixe -ossum et son féminin -ossa [qui a donné la terminaison en -os(se)] en est la manifestation la plus évidente dans la toponymie de l'Aquitaine : Andernos, Angos, Urdos, Biscarrosse, Seignosse (occitan Endarnòs, Angòs, Urdòs, Biscarròssa ou Biscarròsse, Senhòssa), etc. Ce suffixe est également présent dans le nord de l'Espagne sous la forme diphtonguée -ués. Certaines de ces créations toponymiques en -ossum peuvent être contemporaines de créations en -acum gauloises. La seconde caractéristique de cette région est d'ordre phonétique, en effet le gascon tend à faire muter [f] latin initial en [h], d'où par exemple (Occitan) La Fage / (Gascon) La Hage, trait phonétique connu aussi du castillan (latin filius > espagnol hijo). En effet, l'aire de diffusion linguistique du gascon et du castillan entoure géographiquement le basque plus ancien.
- Le ligure représenté par les suffixes -asque, -osque, du sud-est de la France jusqu'aux Alpes et de l’Italie du nord (Manosque, Gréasque, Turbiasque, Monégasque, Côme comasco, Bergame bergamasco). Le suffixe -enc rappelle également les Ligures : Corenc, Clumanc, Sénanque, et prend dans les Alpes du Nord la forme -enche : Sallanches, Choranche, Valgrisenche dans le Val d'Aoste. Les suffixes -elu, -elo, -elio sont encore attribués aux Ligures (PG)[précision nécessaire] ;
- L’ibère pourrait avoir laissé des traces dans la toponymie de la Catalogne et peut faire également partie de ce substrat pré-indo-européen ; mais cette langue n'étant pas encore bien déchiffrée, il est difficile de repérer les toponymes d'origine ibère autrement que par la récurrence de certaines formes dans la zone vraiment propre aux Ibères. Une thèse rapprochant l'ibère du basque avait mis en avant le terme berri signifiant « ville ». Mais cette thèse est aujourd'hui remise en cause par le manque de preuve de la parenté des deux langues, car l'une des constantes de l'euskarologie est « la difficulté de poser les concepts d'"Ibère" et de "Basque" »[6].
- Les villes de Nice et d’Antibes (du grec Νικη [Nike] et Αντιπολις [Antipolis]), fondées par des colons grecs au VIe siècle av. J.-C., font partie stricto sensu d’un substrat pré-celtique (les Gaulois n’étaient pas encore arrivés dans la région à cette époque). On ne sait pas quelles autres racines néolithiques ou paléolithiques existaient dans ces régions avant l'installation de colonies grecques, puis romaines et celtiques, les substrats s'étant trop mélangés avec de nombreuses variétés locales pour être encore identifiables. On peut repérer toutefois des cas intéressants comme le souligne Michel Morvan (Dictionnaire étymologique du basque) : il existe dans les départements des Bouches-du-Rhône et du Var des Val d'Aran qui semblent bien correspondre au basque aran « vallée » cf. val d'Aran.

Ces toponymes anciens sont surtout liés au relief ou à l’hydrologie. Faute de documents, on les regroupe par racines, certaines plus ou moins douteuses, d’autres avérées par le grand nombre des toponymes qui leur correspondent. C’est le cas de la racine kar / kal, avec le sens de « rocher, sommet rocheux », mais aussi « rivière caillouteuse », à l’origine d’une importante liste de toponymes, dont beaucoup ont été acclimatés en gaulois, par exemple les cours d’eau de la Garonne, ou du Cher.
Quelques racines pré-celtiques :
- (ah)ar (hydronyme) : Arc, Hérault, Arve, Arrondine…
- ahuar (hydronyme) : Avre , Aulne, Gard, Var[8]
- atur (hydronyme) : Adour, Yerre, Hyères .
- dur, dor (hydronyme) : Durance, Drôme, Dordogne, Doire , Doron , Dranse …
- el (hydronyme) : Ill , Ille, Ellé, Éllez.
- rod (hydronyme) : Roanne, Rhône[9]…
- (k)ar (relief) : Carnac[10], Arradon, Arzal, Arles, Aravis, Arize, Ares, Armenaz, Archamps…
- cal(a) (relief) : Cassis, Galibier, calanque, chalet…
- calm (relief) : La Chaux , Chaume, Montcalm…
- cant (relief) : Cantal[11]
- clap (relief) : la Clape…
- kuk (relief) : Cucq, Cocumont, Montcuq.

On ajoutera que des termes très fréquents en toponymie (roche, motte) sont vraisemblablement d’origine pré-celtique. Michel Morvan a retrouvé certaines de ces racines pré-celtiques dans des langues comme les langues dravidiennes de l'Inde, où par exemple kukk signifie « tête, extrémité », kar « pierre, roche ».
Cela dit, il existe des régions de France probablement exemptes de substrat toponymique pré-indo-européen, voire de substrat pré-celtique. Pour certaines d'entre elles, c'est juste si quelques oronymes peuvent dater d'avant les Celtes, mais ils ont été réadaptés par ceux-ci, cela semble être le cas par exemple en Normandie, mais pas seulement et plus généralement dans le Nord de la France.

#### Substrat celtique
Les Gaulois, ou Celtes, étaient sans doute installés dans une partie de la Gaule dès le IIe millénaire av. J.-C., puis leur population s’est étendue dans la Gaule méridionale jusqu’à la Méditerranée et aux Pyrénées.
Si le substrat celtique est assez pauvre dans le français standard au niveau des noms communs (150 mots) et de la syntaxe, il est au contraire très riche en noms propres, c'est-à-dire des toponymes et hydronymes (voir un exemple chez les Allobroges). Certains des appellatifs toponymiques jadis considérés par les spécialistes comme pré-latins ou pré-celtiques sont identifiés aujourd'hui avec plus de certitude comme celtiques. En effet, le corpus des inscriptions gauloises est plus important aujourd'hui et est mieux analysé, voir RIG (Recueil des inscriptions gauloises, CNRS). Beaucoup de racines celtiques (ou gauloises, c'est la même chose) sont utilisées dans des noms composés.
La liste ci-dessous présente quelques-unes des racines les plus employées :
- briga (= hauteur, puis château fort) : La Brigue, Vandœuvres, Vendeuvre (Vindobriga avec vindo-, blanc).
- briva (= pont) ou variante bria, lénition de /w/ attestée en gaulois : Brive, Chabris, Samarobriva (ancien nom d’Amiens), Briva Isara (ancien nom de Pontoise), Briovera (ancien nom de Saint-Lô), Brivodurum (Briare, ancien passage sur la Trézée), Brioude, etc.
- cassanos (= chêne) : Le Chesnay, parmi 221 toponymes en France (cela dit, le suffixe -etu(m) > -ay / -eta > -aie est probablement latin).
- ceton, ceto (= bois) : qui devait évoluer en ce(t) ou ci(t),  latinisé en cetum ou citum que nous retrouvons dans de rares noms de localités : Margouët-Meymes (Gers). Et comme noms de hameaux dans le Gers on retrouve Margouet à Ramouzens et Margoy à Panassac ; dans la Haute-Garonne, Margoy à Aspet ; dans les Basses-Pyrénées, Marcoueyt à Puyoo. Dans le Puy-de-Dôme, on trouve aussi Marcoué à Saint-Hérent et Marcoueix à Pontaumur ; dans le Pas-de-Calais, Marquoy à Robecq, et aussi à Françay en Loir-et-Cher ; dans la Sarthe, Marcoué à Saint-Longis ; dans la Gironde, Coimères (au centre d’une région boisée entre Langon et Bazas et non loin de Lados) serait un pluriel de Ceta-Mara « grand bois » avec les composants dans le même ordre qu’en breton dans Koat-Meur (une évolution de cet- en coi- est cependant douteuse en occitan ; Jacques Boisgontier explique d'ailleurs Coimères par le latin columellas[15]). De Ceto-Maron viennent peut-être Kaymard à Pruines, et le pic de Kaymard à La Fouillade.
- condate (= confluent) : Condé , Condat , Candes, Condate (ancien nom de Rennes dont le nom actuel a cependant une autre origine).
- dunon, latinisé en dunum (= colline, puis forteresse) : Lyon (Lugdunum), Verdun (Virodunum), Autun (Augustodunum), Châteaudun (Castelumdunum).
- duron > durum (= porte, forum, marché, bourg) : Nanterre (Nemetodurum), Bayeux (Augustodurum).
- ialo(n) (= espace découvert, terre défrichée puis village) : utilisé comme suffixe, ce terme est à l’origine de la plupart des noms de localités terminés par -euil ou -ueil dans le Nord (Argenteuil, Auteuil, Verneuil ) et -jouls ou -jols dans le Sud (Tréjouls, Marvejols).
- mantalon / mantol (= chemin, voie, route) : Petromantalum (« Quatre-routes », carrefour, ancien nom de Saint-Clair-sur-Epte et Pierremande), Manthelon, Manthes, Monthelon .
- magos ou magus (= champ, puis marché) : Caen (Catumagos), Rouen (Rotomagus), Augustomagus (aujourd’hui Senlis), Carentan, Charenton , Argentan, Argenton .
- nanto (= vallée ou ruisseau ou rivière) : Nans, Nantua, Mornant, Nancy, Nandy, Nangy, Nance, Nances, Nangis, Nançois, Nanteuil , Nant, Nans-sous-Sainte-Anne, Nans, Les Nans.
- nemeton, latinisé en nemetum (= temple, lieu sacré) : Augustonemetum (un des anciens noms de Clermont-Ferrand), Nanterre (Nemetodurum).
- randa (= la frontière) : tous les Randons, Randens, Arandons, Chamarande, rivière Égrenne de Egoranna, variante de Egoranda (*egor, eau), etc., Iguerande, Yguerandes, etc.
- ritu-, rito- (= gué) : Bédarrides, Chambord, Niort, Limoges (Augustoritum), Jort (Divoritum), Le Gué-de-Longroi (tautologie). À noter la survie tardive de rito- dans le Nord de la France (Normandie, Picardie, Nord) sous la forme -roy / -rois dans Val-du-Roy (Seine-Maritime, jadis Waudenroy) ; Longroy (Seine-Maritime) ; Gerberoy (Oise) ; Maurois (Nord) ; Lonrai (Orne), etc.
- uxellos, ouxellos (= élevé) : Oissel, Oisseau, Ussel , Issou, Issoudun (Uxellodunum), etc.
- verno (= aulne) : Vernon, parmi 230 toponymes en France.
- vidu- (= arbre, bois); vidua (= forêt) : Veuve, Voves, Savoie (*sapavidia), Vion , etc.

Les toponymes gaulois peuvent aussi être liés à des noms de divinités, par exemple Lug (Lyon, Laon) ou Nemausos (Nîmes, Nemours). Les ethnonymes gaulois se sont souvent peu à peu substitués aux noms des villes originels, à partir de leur réorganisation en civitates (cités) de l'empire romain, à savoir essentiellement de grandes cités contemporaines : (Paris, Metz, Nantes, Rodez, Redon et Rennes, Amiens, Bourges, Troyes, Beauvais…). Voir à ce sujet la liste des peuples gaulois et aquitains.

#### Noms grecs
Les Grecs, en sillonnant la Méditerranée, y ont établi un certain nombre de comptoirs. C'est le cas notamment des Phocéens, probables fondateurs de Marseille, mais le nom même de la ville (Massalia) n'est sans doute pas grec et son origine demeure obscure. Ce n'est pas le cas pour d'autres villes méridionales, dont l'étymologie grecque est à peu près certaine : Agde (Agathê = bonne), Nice (Nikaia = victorieuse), Antibes (Antipolis = la ville d'en face, face à Nice), ou encore Leucate (Leukatês, dérivé de leukos = blanc). Même origine grecque pour Monaco (Monoikos, terme évoquant la solitude, interprété différemment selon les auteurs : soit la maison solitaire, soit un site dédié à Héraklès Monoikos). On peut aussi signaler que le suffixe -polis (la ville) a été utilisé beaucoup plus tard dans de rares formations, par exemple Gratianopolis, l'actuelle Grenoble.

#### Celto-latin et roman
Cette catégorie inclut d'une part les toponymes créés à l'époque de la domination romaine et d'autre part tous les noms qui ont été créés plus tard par les diverses langues romanes, en particulier la langue d'oïl, l'occitan ou le francoprovençal (ou arpitan), avec leurs nombreux dialectes et variantes régionales, mais aussi le corse et le catalan.
On utilise majoritairement (sauf dans le sud-est) des éléments celtiques pour les nouvelles cités fondées à l'époque de la Pax Romana, même quand elles contiennent une dédicace à un empereur : Augustodurum (Bayeux) sur duro- pris ici au sens de forum, Augustodunum (Autun) sur duno- (voir ci-dessus), Juliobona (Lillebonne), sur bona « fondation » ou « source » (cf. Ambenay et Ambonnay pour l'élément bona ; voir aussi Vindobona (Vienne, Autriche) et Ratisbona (Ratisbonne, Allemagne), etc.
Ailleurs, principalement dans le sud-est, les créations toponymiques sont purement latines même si les toponymes n'ont pas forcément survécu sous leur forme latine : Aquae Augustae (Dax), Narbo Martius (Narbonne), Aquae Sextiae (Aix-en-Provence), Forum Martis (Corseul), etc.

Terminaisons en -euil / -ols.

On se contentera ici d'évoquer les noms de domaines dits gallo-romains, à l'origine de tant de noms de villes et de villages.
Lorsque les défrichements permettaient la création d'un nouveau domaine rural, puis d'une agglomération, le suffixe gaulois le plus utilisé était -ialo (-euil / -ueil dans le Nord et -(j)ouls / -(j)ols dans le Sud après évolution phonétique).
Un nouveau suffixe apparaît alors : -anum, qui n'est employé que dans certaines régions (Sud de la France principalement), tandis que le suffixe d'origine indigène -acum de même sens prédomine nettement, sauf en Provence et en Corse.

##### Suffixe-anum
Le suffixe latin -anum est à l'origine de la plupart des toponymes terminés par -an dans le Sud de la France (-à en catalan), parfois -ans : Lézignan , Perpignan, Frontignan, Romans , Balan , Chambaran, Corneilla , Vinça. De tels noms sont formés à partir du probable fondateur du domaine, par exemple Frontinius pour Frontignan ou Cornelius  pour Corneilla. Ils jouaient au départ le rôle d'adjectifs accompagnant des termes tels que fundus ou villa. Dans ce dernier cas le suffixe est au féminin : ex. Marignane « domaine de Marinus  ».
Avertissement préalable : la quasi-totalité des noms en -an au nord de la Loire mentionné sur la carte est sans rapport avec le suffixe -anum.

Terminaisons en -an. Au nord de la Loire, il ne s'agit pas, sauf exception, de -anum
Terminaisons en -argues.

Probablement dérivé de ce suffixe, le suffixe -anicum, au pluriel -anicos, qui sous-entend le terme agros (= champs), se retrouve dans de nombreux toponymes du sud de la France sous la forme -argues : Baillargues, Marsillargues, Olargues, Vauvenargues, ou sous la forme -ergues un peu plus au nord : Salvergues, Faussergues, Olliergues...
À noter la quasi-absence de ces suffixes associés à un nom de personne dans les régions d'oïl, où le suffixe -anum a d'ailleurs évolué en -ain, comme les substantifs du français en -anum, -anem (type pain, grain, forain, etc.), aussi la plupart des noms en -an du Nord de la Loire reportés sur la carte ci-dessus est sans lien avec ce suffixe (ex. : Houdan, de *Husidinja ou Husiduna ou Persan, jadis Persinc ou Parsenc). Il n'en existe aucun en Normandie ou en Picardie par exemple.

##### Suffixe-acum
Le second suffixe, typique de l’aire gallo-romaine, est -acu(m), il procède du celtique -(i)āko-, c’est un suffixe d’adjectif à la base qui se vérifie dans les inscriptions gauloises et latines (ex. : Anualonacu = au sanctuaire d’Anualo), il note aussi l’origine familiale de quelqu’un et sert à situer des marins (ex. : nautae Parisiaci, « marins de chez les Parisii »). Il a donc déjà une dimension locale. Puis, son emploi substantivé localisant est vérifié au IIe siècle dans par exemple : Merc(urio) Dubnocaratiaco « Au Mercure de l'endroit appelé Dubnocaratiacum ». On le constate ici, Dubnocaratiaco ne peut être basé que sur un anthroponyme, Dubnocaratius. Il a donc servi dès cette époque à former des noms de domaine basés sur le nom de leur fondateur.
Il se peut qu’il soit utilisé sur des radicaux purement géographiques, dans son emploi originel, par exemple dans Campagnac . Les plus anciens semblent constitués avec des éléments gaulois : Ambenay et Ambonnay (*andebonacum sur le gaulois ande, préfixe intensif, et bona « fondation ») ; Alizay (alisiaco 1210, sur gaulois alisia « rocher », cf. Alise correspondant celtique du germanique falisia « falaise ») ; Gournay  / Gornac (sur gaulois gorn de sens obscur, pêcherie ?) ou Bernay  / Bernac  (sur gaulois bren / brin « terrain marécageux, fangeux ») ou encore Cernay  (sur gaulois (i)sarno « fer ») et qui constituent des archétypes celtiques primitifs…
On le retrouve dans des centaines de noms de communes, sous des formes diverses qui caractérisent des régions ou des zones linguistiques distinctes. Ainsi, Aurelius est à la fois à l’origine des communes d’Aurillac et d’Orly et Maximiacum conduit aussi bien à Messimy qu’à Meximieux.
Ce suffixe est également bien représenté en celtique insulaire sous la forme -euc / -ec en breton (cf. toponymie bretonne), -og en gallois et -ach en gaélique.
Coligny de *Kolin-iako peut être sur le thème du breton Kelennec (cf. Quelneuc), « lieu planté de houx », cf. gallois Clynnog, irlandais Cuilneach.
Répartition par zones du suffixe -acum :
1. Dans les régions occitanes (Sud-Ouest[Notes 1], Massif central, Provence), mais aussi en Haute-Bretagne (de langue gallo) :
  - -ac, -acq : Vitrac , Floirac , Florac, Fleurac , Gignac, Savignac  ;

du fait que le c final ne se prononce pas en Limousin et en Auvergne, ce suffixe a parfois été francisé en -at :
  - -at : Cunlhat, Royat.
2. Dans les régions d’oïl (Ouest, l’Île-de-France, le Nord et le Nord-Est) :
  - -ay : Savenay ;
  - -é : Vitré ; Gacé
  - -ey : Fleurey, Brecey, Grosley ;
  - -y : Vitry , Champigny , Savigny , Sévigny, Chantilly, Becquigny , Montigny
3. Dans les régions bretonnantes au IXe siècle mais qui se sont francisées par la suite :
  - -ac : Quédillac, Assérac, Merdrignac, Québriac...
4. Dans les régions arpitanes (Centre-Est) :
  - -as : Julienas, Lacenas, Odenas ;
  - -at : Viriat, Jayat ;
  - -a : Charchilla, Gizia, Messia ;
  - -eu(x) : Virieu, Savigneux , Fleurieu-sur-Saône ;
  - -ex : Perrex, Thônex, Morgex ;
  - -ey : Bossey, Thoissey, Sarcey, Ferney-Voltaire (anciennement Fernex).
5. Dans les régions germanisées (Nord, zone jadis néerlandophone (flamand) ; Nord-Est Alsace et Moselle francique)
  - -ach : Rouffach, Durmenach, Brisach, Altenach ;
  - -ig : Epfig ;
  - -ecque, -ecques : Éperlecques (Sperleke) ; etc.
6. Dans le Nord, la Picardie, la Normandie..., variante en -iacas
  - -ies : Landrecies, Romeries ;
  - -iers : Guiseniers ;
  - -ez : Dardez ; etc.

#### Noms germaniques

Terminaisons -ange, -anges, -ing, -ingue, -ingen.
Terminaisons  -ach, -ich, -ig.
Terminaisons -ham -hem -heim.

Les spécialistes en toponymie française (par exemple Albert Dauzat dans son ouvrage la Toponymie française) considèrent le plus souvent que les grandes invasions et leur établissement de populations franques ont laissé des traces dans la toponymie avec comme évidence l'Alsace et la Moselle francique aux parlers germaniques jadis majoritaires. On notera cet apport germanique pour le Nord de la France, en partie gagné aux parlers germaniques pendant le Haut Moyen Âge et, plus rarement, pour les régions méridionales, dont la langue d'oc est aussi beaucoup moins germanisée que la langue d'oïl. Les nouveaux domaines créés à la fin du haut Moyen Âge et à l'époque carolingienne sont désormais formés à partir d'anthroponymes germaniques, le plus souvent avec un appellatif roman. La postposition de l'appellatif (ordre déterminant - déterminé) est aussi un indice de l'influence germanique (par exemple : Neufchâtel , plus au sud Châteauneuf , occitan Castelnau  ; Neuville , plus au sud Villeneuve , occitan Vilanova).
On continue d'utiliser le suffixe -(i)acum, mais des nouveaux suffixes -ing et son pluriel -ingen (variantes primitives : -inga / -ingo, -ingan / -ingon, du germanique commun *-ingaz « appartenant à, venant de, descendant de ») vont apparaître dans les sources médiévales. Ils sont employés dans les zones des parlers germaniques (Lorraine francique (thioise), Alsace, Flandres, Boulonnais, Artois) où ils aboutissent généralement à -ing, plus tardivement ils apparaitront différemment dans les sources dans les régions concernées par le recul de ces mêmes idiomes germaniques, par exemple : -ange en Lorraine (Puttelange , Hagondange) ou -ingues, -in(es) et variantes diverses dans le Nord-Pas-de-Calais (Affringues, Gravelines, Rodelinghem, Echinghen), -ingue en Alsace (Kœtzingue, Hésingue). Cependant en Alsace Bossue, le suffixe -ingen est resté intact (Diemeringen, Drulingen, Oermingen). Lors de l'avancée du Duché de Bar vers 1200, le nom des villages ayant leur finale en -ing ou -ingen a été francisé en -ange. Dans la partie de la Sarre qui avait été historiquement rattachée au Duché de Lorraine, on rencontre la variante -angen (Wallerfangen, Rammelfangen). Ernest Nègre distingue parmi les noms terminés par -ange, d'après leurs formes anciennes, un type en -ingen (datif locatif pluriel) romanisé en -inga, par exemple dans Bettange (Betingia 1093); Bezange (Besangia 960); Créhange (Krichinga 1121); etc. d'un type en -ingen romanisé en -ingas (féminin pluriel), ce qui expliquerait la présence d’un -s final dans les formes anciennes, par exemple dans Algrange (Alkerengis 875); Azoudange (Ansoldanges 1291); Fénétrange (Filistenges 1070); etc..
Certaines régions, hormis celles évoquées ci-dessus, recèlent une extrême concentration de ce suffixe dans une zone donnée, cependant, il revêt généralement des formes différentes : -ans, -ens, -eins ou -ein. En effet, elles remontent plus précisément aux romanisations -ingōs > -e(i)ns, -ans et -ingas / -inges > -ange(s) (voir supra). C'est le cas en Franche-Comté et au nord de la Bourgogne, où il est généralement noté -ans (Oppenans, Vouhenans), parfois -ens ou -eins (Ain) et aussi -ange/-anges/-inges. Ces terminaisons se retrouvent dans le Sud de la France, mais beaucoup moins fréquemment, comme à l'est de l'Aquitaine (Lot-et-Garonne), dans le sud de l'ancienne Gascogne (Gers), à l'ouest du Languedoc (Région de Toulouse), où il peut être noté -eins (Tonneins), -ens (Glatens, Capens), voire -ans en Languedoc. Dans tout le Midi, le suffixe germanique a pu se confondre avec certains suffixes indigènes ou latins, par exemple avec le suffixe ligure [?] -inco + s (-inca(s) qui a donné -a- / -enche(s)). À noter, pour le Sud, la concentration remarquable d'une terminaison -ein dans la communauté de communes du Castillonnais en Couserans (Sentein, Uchentein), dont l'étymologie est débattue. Albert Dauzat considère qu'il s'agit du suffixe wisigotique -ing, tandis qu'Ernest Nègre, reprenant notamment une étude de Pierre Bec, penche pour un pré-celtique régional -ennu.
Par contre, le suffixe germanique -ing- est plus rare à l'ouest (Normandie, Haute-Bretagne, Pays de la Loire, Vendée.). Il en existe pourtant quelques rares exemples pouvant aboutir à -anges (ex. : Hardanges) ou à -an / -ain.
De nombreux appellatifs germaniques liés au relief, à la végétation ou à l’habitat sont également utilisés et presque tous situés au nord de l'Hexagone. Quelques-uns sont données en exemple ci-après. En Alsace et en Moselle francique, ces appellatifs sont vieux haut allemands pour la plupart.
- *alah (= maison, temple) [> ancien haut allemand alah, anglo-saxon ealh, gotique alhs] : Neaufles-Auvergny, Bouafles, Boffles, etc.
- afisna / avisna (= pâturage) [> anglo-saxon æfesn] : Avesnes, Avoine
- berg  (= montagne, colline) : Berg , Kaysersberg, Berck, Barc, Barques, Bergues, etc.
- *baki [vieux bas francique] / bah [vieux haut allemand] (= cours d’eau, ruisseau) : Forbach, Merlebach, Roubaix, Wambez, Rebets, Hambye..
- born / bron (= fontaine, source) : Cadenbronn, Bettborn, Brognard, etc.
- bur (= hutte, habitation) : Bures , Beure, Buire, etc.
- burg (= place-forte, puis ville) : Strasbourg, Cabourg, Hombourg , etc.
- dorf [vieux haut allemand] (= village) : Torpes , Oberdorf , Brouderdorff, Grosbliederstroff, etc.
- fara (= famille, puis domaine) : La Fère, Fèrebrianges.
- feld [vieux haut allemand] (= domaine) : Asfeld, Laumesfeld
- *haim  (= maison, foyer, hameau, village) [> anglo-saxon hām, vieux saxon hēm, allemand heim, gotique haims] : Molsheim, Floringhem, Hames, Hamel, Ouistreham, Huppain, Inxent, Hubersent, etc. (a parfois donné  -ain / -(s)ent dans le nord de la France)
- ham (= méandre de rivière) : Hambye, Hambach
- hūs [vieux haut allemand] (= maison) : Mulhouse, Kalhausen
- hlar (= lande, friche. cf. vieux français larris) : Flers, Mouflers, Meulers, etc.
- horwi / horwa (= marécage, bourbier) : Le Horps, Les Horbes, La Hourbe
- *husiduna ou *husdinga (= maison sur une hauteur) : Hodeng, Houdan, Hesdin. Cf. Heusden , Huisduinen
- marka (= limite, frontière) : Marcq-en-Barœul, Marques, Marcambye, etc.
- *mari / *meri  (= mare, étang) : Cambremer, Mortemer , Longemer, Gérardmer, etc.
- ruda / riuti [vieux haut allemand]  (= défrichement) : Rhodes, Rœux, Rouhe, Ruitz, -rott
- skauti (= hauteur, déclivité, pente) : Écos, Écots, Écot.. cf. Schoten, Schoos
- stall (= établissement) : Darnétal, Danestal, Durtal, Durstel.
- *werki  (= ouvrage défensif) : La Guerche, La Guierche, Garches, Steenwerck

##### Toponymes normands
Les apports toponymiques du Xe siècle en Normandie sont germaniques. Cependant, ces langues (le norrois et le vieil anglais) sont suffisamment différenciées des dialectes germaniques continentaux pour mériter une sous-rubrique spéciale, d'autant que les toponymes créés ne se rencontrent en principe qu'en Normandie (à quelques exceptions près) et sont très caractéristiques. Le norrois est en effet à l'origine de divers appellatifs (-beuf, -fleu(r), -tot, -crique-, -lon(de), -dalle, -bec, etc.) entrant en composition dans de nombreux noms de villes, de villages, de hameaux et de lieux-dits.

##### Toponymes flamands
Les toponymes flamands, élément de l'espace germanique néerlandophone, se rencontrent non seulement dans l'arrondissement de Dunkerque où le dialecte flamand occidental subsiste, mais jusqu'à la limite sud de son ancienne extension qui passait schématiquement par Boulogne et Lille, mais aussi jusqu'à la Canche.
La terminaison -inghem est fréquente, issue du suffixe germanique -ing suivi par l'ancien néerlandais hēm « demeure », par exemple dans Ledringhem. Becque représente l'ancien néerlandais bēki (néerlandais beek) « ruisseau », par exemple dans Steenbecque, précédé par l'ancien néerlandais stēn (néerlandais steen) « pierre ». Dunkerque est formé de l'ancien néerlandais dune « dune » (duin en néerlandais standard) d'origine celtique, suivi par l'ancien néerlandais kirica devenu kerke en moyen néerlandais et signifiant « église » (kerk en néerlandais standard).
Sangatte procède de l'ancien néerlandais *sant (moyen néerlandais sant, néerlandais zand), c'est-à-dire « sable » et gat « passage, trou » à moins qu'il ne s'agisse de leurs équivalents saxons sand et gate..
Hazebrouck est formé sur l'ancien néerlandais *haso « lièvre » (haas en néerlandais standard, pluriel hazen) et l'ancien néerlandais *bruoc « marais » (moyen néerlandais broec, néerlandais broek), que l'on retrouve par exemple dans la racine de Bruxelles)

##### Toponymes saxons
On en trouve quelques-uns en Normandie et en Picardie, mais un idiome proche du saxon a surtout été parlé dans l'ancien comté de Boulogne-sur-Mer (Pas-de-Calais) du IVe au XIIIe siècle.
On peut attribuer la double suffixation -ing-hem (de -inga-hem) aux Saxons, plutôt qu'aux Francs, étant donné sa présence en Angleterre sous la forme -ing-ham. Plus certainement saxon est le type en -ing-thun (de -inga-tūn), que l'on retrouve également en Angleterre sous la forme -ing-ton, et qui est concentré dans le Boulonnais. Ce particularisme local a été mis en évidence depuis longtemps. En revanche, cette double suffixation est inconnue en Normandie, qui ne compte d'ailleurs que très peu de toponymes avec le simple -hām > -ham (ou vieux norrois heimr > -ain) ou -tūn (ou vieux norrois -tūn > -ton, -tonne) où il se confond avec l'ancien norrois, quant au suffixe -ing, il y est quasiment inexistant.

##### Toponymes alsaciens et lorrains
En dehors des communes du Val d'Orbey qui appartiennent à l'espace dialectal roman, la toponymie de l'Alsace est majoritairement germanique. La toponymie de la Lorraine l'est partiellement.
La francisation des noms de communes sous Louis XIV n'a été que superficielle, selon deux principes : 1) quelques conventions orthographiques du français ont été substituées à celles de l'allemand, comme ou à la place de u ; u à la place de ü ; s ou 'ss à la place de ẞ, etc. Par exemple, Straßburg est devenu Strasbourg. 2) des adaptations à la prononciation dialectale alsacienne telles que : Le i long [i:] en place de la diphtongue de l'allemand standard ei [ai]; le ou parfois au lieu de la diphtongue allemande au [au]. Ainsi Mühlhausen a été renommée en Muhlhouse, Mittelweier est devenu Mittelwihr.
Neuf-Brisach construit par Vauban en face de Breisach, dénommé Neu Breisach de 1871 à 1918 etc.
Le latin qui a supplanté la langue gauloise à la suite de la conquête romaine a laissé des traces. Saverne est issu du latin taverna « taverne », il a subi la mutation consonantique haut allemande (deuxième mutation), d'où Zabern, francisé en Saverne par la suite. Munster est un mot du vocabulaire vieux haut allemand issu (ou emprunté) du latin monasterium « monastère » qui produit des noms tels que Moustier, Montiers, etc. en territoire roman.
Le nom de l'Hartmannswillerkopf dans le massif vosgien s'emploie concurremment avec sa déformation française Vieil-Armand introduite lors des combats de la Première Guerre mondiale.
Le suffixe -ange est la forme donnée (renommage administratif)  à la place du suffixe germanique -ing (« domaine »), lors de l'avancée du Duché de Bar vers 1200. Le nom des villages ayant leur finale en -ing ou -ingen a été francisé en -ange.

#### Toponymes bretons
Les toponymes brittoniques ne se rencontrent, en principe, qu'en Bretagne ; cependant, ils s'y superposent à d'autres d'origines gauloises ou gallo-romaines. À noter, par exemple, les nombreux villages terminés par i-ac, signe que le contact de la langue bretonne a modifié l'évolution vers -é (-y ou -ay) qui ne s'est produite que pour certains villages, notamment à l'Est. Parfois, surtout à l'Ouest, le suffixe brittonique équivalent -euc / -ec a remplacé le précédent. Mais on retiendra surtout les noms celtiques formés sur des racines venues d’outre-Manche. Les plus caractéristiques sont les noms en ker (variantes : car, quer). Plus de 18 000 noms de lieux bretons sont formés sur cette racine. En vieux breton, ker avait le sens d'enceinte fortifiée. Par la suite, il pourra désigner indifféremment une ferme, un hameau ou un village. Quelques exemples : Kergrist, Kermaria, Kersaint, Kerjouanno.
On peut citer aussi le cas de Guérande avec la racine bretonne gwer, allophone de Géraundd (son nom en gallo, qui dispose d’une racine gér similaire d’origine celtique désignant aussi une fortification). Dans certains cas, il est difficile de déterminer si une racine est d’origine brittonique ou gauloise, car les deux langues bretonnes ont des substrats à la fois celtes, romans et plus tard germaniques (comme toutes les langues d’oïl, ou plus tard encore du français lui-même lorsqu’il est devenu majoritaire et a fortement influencé la prononciation et modifié fortement les toponymies bretonne et gallo).
D’autres termes servent à désigner des agglomérations. Voici les plus courants :
- treb, trev (lieu habité, puis église succursale) : Trébédan, Tréguennec, Trévou-Tréguignec
- lann (à rapprocher du gallois llan = église, mais aussi du breton lann = lande, d'où le fait que le terme a été souvent associé à des ermitages) : Lamballe, Landivisiau, Lanester
- lok (du latin locus, avec ici le sens de lieu sacré, église ou paroisse dédiée à un saint) : Locmaria, Locronan, Loctudy.
- plou (ou plé) (du latin plebem = peuple, mais ayant pris en breton le sens de paroisse) : Plougastel (la paroisse du château), Plounévez (la nouvelle paroisse), Plouhinec  (la paroisse aux ajoncs).
- gwic (du latin vicus = petite agglomération, au sens de bourg paroissial, alterne parfois avec plou) : Guipavas, Guipry, Guimiliau, Guiclan.

#### Toponymes basques
Le basque étant une langue agglutinante, il n'est pas rare de trouver des toponymes basques assez longs. On peut citer quelques curiosités assez impressionnantes, surtout au niveau des lieux-dits. Ainsi Éric Vial (Les Noms de villes et de villages, éd. Belin) cite, dans la commune de Béhorléguy, le lieu-dit Inthasendarragiratzeburukoharria, autrement dit ''le rocher du sentier boueux du bout de la fougeraie''.
Le plus souvent cependant, on a affaire à des toponymes constitués de deux termes :
- un radical relatif à la végétation ou à la topographie ;
- un collectif, locatif ou qualificatif.

Par exemple :
- Ameztoi < Ametz 'chêne tauzin' + -doi 'lieu'
- Gorostiaga < Gorosti 'houx' + -aga (collectif)
- Uhalde < Ur 'eau' + alde '(à) côté (de)'
- Bidarte (Bidart) < Bide 'chemin' + arte 'entre, intermédiaire'
- Iratzabal < Iratze 'fougeraie' + zabal 'étendue'

Mais on trouve aussi simplement Larre 'lande', Mendi 'montagne', Bizkai / Biscay 'contrefort'...
L'expansion démographique a produit des noms de lieux comme Iri berri, "ville neuve/nouvelle". Avec sa variante Irun berri, il constitue l'un des noms de ville protohistorique les plus répandus si on se place dans une large aire aquitano-ibérique : Auch (Elimberrum, Eliberris), Lombez (Gers), Irunberri / Lumbier (Navarre), Lombers (Tarn). On rattache également 2 autres villes au domaine aquitano-basque, bien qu'apparemment hors de l'aire géographique : Elne (Pyrénées-Orientales) dont le 1er nom était Illiberris avant d'être rebaptisée Castrum Helenae (=> Helena => Elna) par les Romains en l'honneur de l'Impératrice Hélène la mère de Constantin 1er, et Granada / Grenade (Espagne, prov. d'Andalousie) dont l'un des 1ers noms, avant l'arrivée des Arabo-musulmans, fut Iliberis qui donna Elvira. 
On notera que, malgré des preuves matérielles et des documentations, cette hypothèse de l'appartenance des noms anciens d'Elne et Grenade au domaine aquitano-basque est encore controversée.
Par contre, et attesté, sur les contreforts cantabriques (Nord-est de L'Espagne) c'est la variante Huri barri (Ullibarri) qui prévaut. Le r doux basque correspond au l latin. 
Le suffixe proto-basque -oz(a), gascon -os(se) \ -òç(a) et aragonais -ués a constitué de nombreux noms de village dans l'aire vasconne : Uztarroz 'domaine du pieu', Mendoza 'domaine du mont', Biscarrués = Biscarrosse 'domaine du tertre'... Il a également formé des noms de domaine aquitano-romains face aux noms gallo-romains en -acum : Baliros « domaine de Valerius. »
À noter le toponyme azpe, pied de falaise (aitz-pe), qui s'est répandu le long des Pyrénées : vallée d'Aspe, Aspet...
Le toponyme peut se terminer par l'article défini -a. Mais ce dernier a tendance à disparaître, cédant parfois la place à un -e non étymologique (résidu de déclinaison) : Ibarre pour ibarr(a) '(la) vallée'.
L'étendue française de ces toponymes va de l'Atlantique (au sud d'Arcachon) et s'étend le long des Pyrénées.

#### Toponymes corses
La toponymie de la Corse a pour particularités :
- de ne pas reposer sur un substrat celtique, l'île n'ayant jamais été peuplée par des Gaulois. Aleria est ainsi un toponyme pré-latin Alalia (cité par Pline) d'origine obscure[29].
- d'être en grande partie sous une forme italianisée, le rattachement à la France ne datant que de 1769 et la langue corse étant très proche de l'italien standard. Par exemple, Porto-Vecchio signifie 'port vieux' en italien, et s'écrit Portivechju en langue corse. Bastia est une forme dialectale génoise, issue du latin bastita 'bâtie'[29].

### Classement selon la nature ou la destination des lieux
Les plans ou la tradition orale ont conservé de très nombreux noms de lieux, lieux-dits, permettant autrefois le repérage des mares, buttes, fossés, talus, étangs, combes, pics, creuses, dolines, grottes, etc. Des anthroponymes leur sont souvent associés (la Mare-Martin...), des appellatifs toponymiques décrivant la nature du sol (les Terres Rouges, les Sablons, le Fond Cailloux...), du paysage (le Roc du..., le Gouffre de...) de la flore (les Bruyères...). Ces noms de lieux permettant un repérage sont particulièrement nombreux en Moselle francique et en Alsace.
Le toponyme peut évoquer des événements ou usages anciens (le chemin des pendus, le chêne des justices...).
Des zoonymes sont également fréquents (la Mare aux Oies, la Fosse au Loup, la Mare à Goriot, etc.).

#### Topographie
Les villages médiévaux se sont souvent bâtis sur des hauteurs. D'où le très grand nombre de toponymes comportant le mot mont, parfois seul (Mons ), le plus souvent en composition avec un adjectif (Montaigu , Beaumont , Clermont, Montfort ) ou un nom de personne (Montbéliard, Montdidier ). Attention cependant : dans le Nord, le suffixe "-mont" peut indiquer un confluent (du flamand et allemand "Mund", bouche) comme à Deulemont, confluent de la Deule dans la Lys. Les sommets sont aussi fréquemment désignés par le latin podium, à l'origine des mots occitans puy, p(u)ech ou pey (Le Puy , Puylaurens, Puget, Saint-Romain-le-Puy, Pech-David).
S'il y a des sommets, il y a aussi des vallées, et là encore les toponymes sont innombrables : Laval, Valbonne, Vals, Vaux , Vaucresson. Quant aux villages, ils peuvent être bâtis entre deux vallées (Entrevaux, Entraigues ), mais surtout à proximité de cours d'eau ou de sources. Le latin rivus a été très productif (Rieux , Rioux, Xonrupt), tout comme fons (source) et son dérivé fontana (fontaine) : Fontanges, Fontenay , Fontenelle , Fontevraud, Hontanx.

#### Végétation et cultures
Lorsque le relief ou la présence d'un cours d'eau ne sont pas suffisamment pertinents, le plus simple est de nommer un lieu en fonction de sa végétation, forêts ou bois, champs cultivés, prés, landes.
Si on prend le seul exemple des lieux boisés, on s'aperçoit que 56 communes françaises ont le mot forêt dans leur nom, tandis que celles qui comportent le mot bois se comptent par centaines. À quoi on peut ajouter le latin silva, à l'origine de nombreux toponymes (La Selve , Lasseube, Tresserve), ou encore le gaulois brogilo (bois clôturé), à l'origine des divers Breuil , Breil  ou Brille. Les bois sacrés (latin lucus) ont donné notamment Le Luc, Lucq ou encore Lucmau, Luplanté. On peut aussi nommer les lieux en fonction de l'arbre ou de la plante qui y pousse :
- l'aulnaie (l'aulne, le verne, le vergne) : Aulnoye, Bernède, Grand-Auverné, Lannoy, Lavergne , Launay, Vernet, Vernon, Vernay, etc. ;
- la boulaie (le bouleau, le boul(e)) : la Bouillie, Boulaie, Boulay  ;
- la boissaie (le buis) : Boissay, La Boissière , Bussières, Buxières , Bouxières, la Bussière ;
- la châtaigneraie (le châtaignier) : La Châtaigneraie, Catenay, Châtenoy , Castanet , Castagnède  ;
- la chênaie (le chêne, le rouvre, le tan) : Le Chesne , Chânes, Chanoz-Châtenay, Quesnay, Quesney, Quesnoy , Tannay , Tanis, Thenney, Rouvray  ;
- la coudraie (le noisetier, la noisette, le coudre, la coudraie) : Lavelanet, Averan, Coudray , Corroy, Vaissière, La Coudre  ;
- la fougeraie (la fougère) : Feugères, Fougères, le Grand-Fougeray, le Petit-Fougeray, Fougerolles , Heugas ;
- la frênaie (le frêne) : Fragne , Frasne, Frasnes , Fresnoy , Fresnay , Fresnes , Fraisses, Fréchou-Fréchet ;
- la hêtraie (le hêtre, le fau, le fayard) : Faux , Fay , Fey, La Fontelaye, La Fayette, Haget, Hagetmau, Fénery, les Faux de Verzy ;
- la houssaie (le houx) : la Houssaye, Aigrefeuille , Gréolières, Arpheuilles  ;
- l'ormaie (l'orme) : L'Houmeau, Oulmes, l'Ormay ;
- le tilleul (le theil, le thil) : Tilly , Le Theil , Thieux , La Thillaye ;
- et les nombreux Breuil (buisson), et la forme d'origine italienne Broglie :
- etc.

#### Habitation

Terminaison en -ville.
Terminaison en -court
Terminaison en -viller, -willer, -villers et -villiers.

L'habitat peut être groupé ou dispersé. Dans le premier cas (villes, villages), on a déjà vu l'importance des suffixes latins -anum ou latinisés -acum. Très productif également le mot court, employé lorsque le mode de composition en -acum est tombé en désuétude vers le VIe siècle, du latin cohort « cour de ferme »: (Clignancourt, Courdimanche, Héricourt), évoquant au départ un domaine rural et essentiellement composé avec des noms de personnes germaniques. Son emploi est antérieur à ville dans les régions « franquisées ».
L'autre façon donc, plus tardive (pas avant le VIIe siècle), est de former ces macrotoponymes avec le mot ville (qui selon les époques a le sens latin de domaine rural ou celui d'agglomération), le plus souvent à la fin du nom (mode de composition influencé par le germanique) et parfois au début. Le plus fréquemment, il entre en composition avec un nom de personne germanique, ou anglo-scandinave en Normandie, (Villegaudin, Villehardouin) et plus rarement avec un adjectif (Belleville , Hauteville ), un appellatif ou accolé à un nom antérieur préexistant (Tonneville, Taunacum villa 702 - 704).
S'agissant de villages, de hameaux, de petits groupes de maisons, on a beaucoup utilisé le latin médiéval villare : Villars , Villiers, Villers. Autre emploi fréquent : celui du mot vicus (Vic , Vicq , Vy, Neuvic , Neuvy ) et de son dérivé vicinus ou vicinium (Beauvoisin , Le Vésinet, Bezing).
Puis vient l'habitat dispersé, celui du mansus latin et du mansionile. Le premier donne les nombreux toponymes occitans comportant le mot mas, par exemple Le Mas-d'Azil. Le second est à l'origine de l'ancien français d'oïl mesnil , qu'on retrouve dans Ménilmontant ou Le Blanc-Mesnil. On n'oubliera pas les fermes, fréquemment représentées par le mot d'origine germanique borde et ses dérivés : Bordeaux-Saint-Clair, Bourdeaux, Bourdelles, Lasbordes. Enfin, le latin casa est à l'origine de Cazes, La Chaise ou encore Chèzeneuve.

#### Métiers, industries
Deux sortes de bâtiments ont laissé d'importantes traces en toponymie : la forge et le moulin, assez proches l'un de l'autre car au Moyen Âge tous deux étaient mus le plus souvent par l'énergie hydraulique. Il est d'ailleurs fort possible que des termes tels que mouline ou moulinet aient désigné des forges plutôt que des moulins.
Le mot latin désignant une forge était fabrica. On lui doit les toponymes La Faurie, Farges , Fargues , ou encore Fabrègues et Faverges de type occitan ou Fervaques et Fervaches de type d'oïl, sans compter les nombreux Forge(s), par exemple Forges-les-Eaux. L'extraction du fer est pour sa part évoquée par les nombreux Ferrières  ou La Ferrière  présents un peu partout en France.
Les moulins sont bien sûr représentés par des toponymes tels que Moulins, mais aussi par Bécherel ou Becquerel (métaphore évoquant le bruit du moulin, à partir du terme becquerelle = bavarde), Choiseul (moulin à augets), Quincampoix (Quikenpeist 1226, à savoir « qui qu'en écrase », phrase qui aurait été prononcée par les meuniers).
D'autres lieux évoquent des carrières (La Perrière ), des mines (d'argent, l'Argentière), des sablières (Sablonnières), des salines (Salival), des tuileries (Thuillières), des verreries (Verrières ) ou même des savonneries (Savonnières), mais on n'oubliera pas que la France était surtout rurale, avec de nombreux termes liés à l'élevage, aux cultures et à la commercialisation des produits.

#### Fortifications
Parmi les termes évoquant les forteresses médiévales, il convient de retenir d'abord le mot roche ou roque selon les régions (normanno-picard ou occitan), latin rocca sans doute d'origine celtique, qui peut certes désigner un rocher, mais qui dans la plupart des cas a été attribué à des châteaux bâtis sur des éperons rocheux. D'où les nombreux Roquefort  et Rochefort , ou encore Laroque-des-Albères, La Roche-Guyon et bien d'autres.
Autre terme très fécond, château (latin castellum) : Châteaufort , Châteauneuf , Castelsarrasin, Castelnaudary, Châtillon , Radicatel et les diminutifs Châtelet  ou Castelet. On ne confondra pas castellum avec castrum qui désignait non pas un château, mais une ville ou un village fortifiés. C'est à castrum que l'on doit Castres et Castries, mais aussi La Châtre ou Châtres .
D'autres mots ont évoqué des fortifications, par exemple mur, qui semblerait lié souvent à des enceintes d'origine romaine : Mûr-de-Bretagne, Murs , Murat , Murviel . On n'oubliera pas plessis, terme désignant au départ un enclos, mais en général attribué à des enclos fortifiés. 26 communes françaises s'appellent Plessis, ainsi que des dizaines de hameaux.

#### Domaine religieux
La christianisation du pays a entraîné celle de ses toponymes. Plusieurs d'entre eux désignent des bâtiments religieux ayant pour origine des noms latins :
- cella (grenier à provisions puis ermitage, petit monastère) : La Celle , La Celle-Saint-Cloud, Lalacelle
- basilica (tribunal ou marché, puis église) : Bazoches, Bazouges, Bazoques (forme normanno-picarde), Bazeilles
- ecclesia (église) : Neuvéglise, Églisolles, Grisolles
- monasterium (monastère) et son dérivé monasteriolum, muté assez souvent en -moutier : Montreuil , Montreux, Moustier, Monthiers, Noirmoutier
- oratorium (petite chapelle, oratoire) : Ouroux, Ouzouer , Ozoir-la-Ferrière, Oradour  (forme occitane)
- cappella (chapelle) : La Capelle et Capelle (formes normanno-picardes, occitanes ou francisation du flamand ou de l'allemand), La Chapelle
- altare (autel) : Les Autels, Autheux, Les Authieux (le terme pourrait, dans certains cas, s'appliquer à des dolmens)
- Diverses localités sont vouées à Dieu : Villedieu  (généralement anciens sièges d'un ordre religieux), La Chaise-Dieu, Dieulefit. Mais l'immense majorité des noms d'origine religieuse est constituée par les hagiotoponymes, terme désignant des localités dédiées à un saint, correspondant souvent à des défrichements ou essartages médiévaux organisés par des monastères. Le plus vénéré d'entre eux est saint Martin, évangélisateur de la Gaule, qui a donné son nom à 273 communes (voir Saint-Martin ) et à d'innombrables hameaux. Il est suivi par Pierre (192), Jean (184), Germain  (133) et Laurent (101). À l'exception de la Vierge Marie, les saintes sont beaucoup moins nombreuses, la plus populaire étant sainte Colombe  (39 communes). On ajoutera que saint(e) est parfois remplacé par don ou dan, dame, par exemple dans Dampierre , Dompierre  (en comptant ces toponymes, Pierre confirme sa seconde place par rapport à Jean), Dommartin , Dammarti , Dammarie, Dannemarie , Dame-Marie .

En comptant tous les saint(e), les dan (dame) ou don, sans oublier les toponymes bretons commençant par exemple par loc, environ 5 000 communes françaises sont dédiées à des saints, sur les 36 497 que compte le pays.

#### Routes et chemins
Les routes romaines ont laissé leur empreinte dans le paysage mais aussi souvent dans la toponymie. Quelques exemples :
- strata : Lestrade, Estrées , Étrez, l'Étrat, Saint-Martin d'Estreaux (et non d'Estréaux comme indiqué sur les panneaux routiers)
- via : Aubevoye, Courbevoie, ou encore le diminutif Viols
- calceata (chaussée) : La Chaussée , La Cauchie (forme normanno-picarde), La Chaussade (forme nord occitane).

Les embranchements sont surtout représentés par les noms formés sur quadrivium (ou quadruvium), autrement dit un carrefour : Carrouges, Carouge, Carrouge (parfois réinterprété en Cat Rouge « chat rouge » en Normandie), Cas Rouge dans le Loiret), Charroux , Charols. Trivium est à l'origine de Trèves , et il y a de fortes chances pour que Cinquétral signifie cinq routes.
Autres éléments liés aux routes, les ponts, représentés par le gaulois briva (Brive) ou par le latin pons, qui l'a souvent remplacé. Ainsi Briva Isarae est devenu Pontoise. Peuvent également être rattachés aux routes les relais et les auberges. Le latin stabulum (écurie, puis relais, auberge) a donné Les Estables, Étables ou Étaules . Quant à taverna, on lui doit Tavernay, Malataverne, Saverne (Tres Tabernae) ou encore le Ternay  de l'Isère.
L'étude des noms des voies de communication s'appelle l’odonymie. Outre les lieux cités ci-dessus, l'odonymie s'intéresse aussi aux rues. Pendant des siècles, ces dernières ont tiré leur nom du lieu vers lequel elles menaient (rue du Moulin), du métier qu'on y pratiquait (rue des Tanneurs), d'un personnage important qui y habitait (rue Mazarine), d'un bâtiment qui s'y trouvait ou de son enseigne (rue du Plat-d'Étain), etc. Sous la monarchie de Juillet, on a recommandé aux communes de donner à leurs rues des noms de batailles victorieuses : d'où les nombreuses rues de Wagram ou de Marengo. Par la suite, ce furent les personnages célèbres que l'on conseilla d'utiliser, la France étant remplie d'artères ou de places dédiées à Victor Hugo, à Pasteur, au maréchal Foch ou au général de Gaulle. Plus récemment, la création de nouveaux quartiers ou de lotissements a entraîné des choix discutables, toutes les rues d'un même secteur étant consacrées à un thème unique : arbres, fleurs, oiseaux, sportifs célèbres, etc. Il est évident qu'il n'y a pas la moindre pervenche dans la rue des Pervenches, ni, hélas, le moindre coquelicot dans celle des Coquelicots.

### Créations modernes et contemporaines
Un certain nombre de communes ont été au fil des siècles débaptisées, généralement pour prendre le nom d'une personnalité. Quelques exemples :
- Albert (Somme), 1620, la commune d'Ancre prit le nom d’Albert. Charles d'Albert de Luynes, ayant été la cheville ouvrière de l'assassinat de Concini, donna à la ville - dont il devenait titulaire de la seigneurie - son patronyme.
- Albertville (Savoie), ainsi nommée en 1834 en l'honneur du roi de Sardaigne Charles-Albert.
- Amélie-les-Bains, 1840, en l'honneur de la reine Amélie, épouse de Louis-Philippe.
- Bourg-Madame, 1815, en l'honneur de Madame, femme du duc d'Angoulême.
- Broglie, 1742, en l'honneur du duc de Broglie, qui en avait la seigneurie.
- Decazeville, 1827, en l'honneur du duc Decazes, ancien ministre de Louis XVIII.
- Choisy-le-Roi, en l'honneur du roi Louis XV qui y chassait.
- Eugénie-les-Bains, 1861, en l'honneur de l'impératrice Eugénie de Montijo.
- Le cas de Pontivy est significatif : à partir du 18 brumaire an XII (9 novembre 1804), le nom est changé en Napoléonville, redeviendra Pontivy sous la Restauration avant de s'appeler Bourbonville, puis de nouveau Napoléonville sous Napoléon III.

Certaines communes de la région parisienne ont été créées au XIXe siècle, avec des noms parfois liés à des auberges ou des guinguettes. C'est le cas, pour des raisons diverses, de Malakoff, Le Kremlin ou Robinson. Autre nouveauté de la fin du XIXe siècle, la commune de Jullouville, station balnéaire créée en 1881 par Armand Jullou.
Deux curiosités du XXe siècle :
- Genilac, commune née en 1973 de la fusion de Saint-Genis et de La Cula ;
- Parnoy-en-Bassigny, commune née de la fusion de Parnot et de Fresnoy.

Au rang des créations contemporaines, il faut placer les départements, qui datent de 1790 et dont les noms, sans grande originalité, renvoient presque tous à la rivière qui les traverse ou à la montagne qui les domine. Exceptions notables, le Calvados (du nom d'un rocher au large de la côte), la Côte-d'Or (du nom de la teinte dorée que prenait le vignoble en automne, nom qui fut par la suite attribué à la côte viticole), le Finistère (< finis terræ), le Nord, point cardinal, le Pas-de-Calais, du nom du détroit, et les Yvelines, baptisé d'après l'ancien nom du massif forestier de Rambouillet (Yveline < Yvette, Evette, littéralement petite eau, en raison des nombreux étangs). Plus récemment, les régions administratives ont parfois repris les noms d'anciennes provinces, mais on a aussi assisté à la naissance de curieux hybrides, telle la région Provence-Alpes-Côte d'Azur, abrégée en PACA. Parmi les créations proprement toponymiques, il faut citer les villes nouvelles, comme Saint-Quentin-en-Yvelines, Marne-la-Vallée ou Villeneuve-d'Ascq, le nom des étangs artificiels, etc. Les rares mutations se font soit à l'instigation des conseils municipaux, par exemple Châlons-sur-Marne devenu Châlons-en-Champagne, soit à l'occasion de regroupements de communes. Par exemple Cherbourg devenu officiellement Cherbourg-Octeville (puis Cherbourg-en-Cotentin) ou Bruay-la-Buissière, Le Touquet-Paris-Plage, mais plus anciennement Boulogne-Billancourt, Maisons-Alfort, Charleville-Mézières…).

#### Sauvegarde de la toponymie traditionnelle
Au XXIe siècle, on tend de plus en plus souvent à valoriser la microtoponymie traditionnelle des lieux où s'ouvrent de nouvelles rues, quartiers ou lotissements, donnant à ces voies les noms des terres ou anciens lieux-dits ― et microtoponymes en général ― traversés par les nouvelles rues : par exemple, les champs ruraux dits les Prés de la Fougueraie donnent leur nom à la nouvelle rue des Prés de la Fougueraie, au sein d'un nouveau lotissement bâti sur cette ancienne petite zone rurale ; d'autres rues de nombreux autres lotissements reçoivent aussi leur nom des parcelles agricoles sur lesquelles elles sont placées : tel est le cas de la rue du Moulin de Marion, rue du Champ Renardier, place des Ruches, boulevard de la Mare aux Joncs, etc.
L'actuelle tendance à voir la (micro)toponymie traditionnelle comme une partie du patrimoine immatériel et comme la vive histoire linguistique de la France a pour conséquence que beaucoup de nouvelles rues et de nouveaux lotissements ne prennent plus de noms consacrés aux fleurs, aux arbres, aux oiseaux ou aux personnages célèbres, mais aux anciens (micro)toponymes des parcelles sur lesquelles on bâtit ces lotissements et où l'on ouvre ces nouvelles rues.
Listes de micro-toponymes relevés sur la commune de Toul à partir des plans cadastraux et plans de fortifications
| Toponymes rencontrés          | Autres graphie      | origines |
| Garence                       |                     | De l’ancien français warance, du latin médiéval warentia « teinture écarlate » ?                                                                                     |
| Les Courbins                  | Corbins             | (XIIe siècle) Du latin corvinus[1]. Voir l’ancien français corb et le suffixe -in. "Le Lieu des Corbeaux "                                                           |
| A Saint Jean                  |                     | A proximité d'une chapelle dédiée à saint Jean |
| Barville                      | Bar Villa           | Ancienne villa gallo-romaine ? |
| Pré Saint-Mansuy              |                     | Anciennes dépendances de l'abbaye |
| Les Roses                     |                     | Anciennes parcelles de vignes (Cru des roses) |
| Les Chamonts                  |                     | Avec, pour variante Caumont, du latin calvus (« chauve ») et mons (« mont, montagne ») - Lieu défriché, sans plantations                                             |
| Chavigneux                    |                     | Champs vigneux ? |
| les Plantières                |                     | Composé de plant et -ier. (Fém plur) plus couramment Plantiers (Vignes) dans d'autres régions que la Lorraine                                                        |
| La Hottée du Diable           |                     | Conte traditionnel - H LEPAGE - Le Département de la Meurthe. Statistique historique et administrative, Volume 2 - 1845                                              |
| La fosse Jamblin              |                     | d'un anthroponyme ? |
| A Piergault                   | Piergauld           | d'un anthroponyme ? |
| A Macherin                    |                     | D'un anthroponyme ? |
| Sur la Belle Croix            |                     | D'un groupe de 3 croix mentionné sur les cartes de Toul et environs (GALLICA)- 1750                                                                                  |
| A Vachevigne                  |                     | D'une parcelle cultivée en vignes et proche d'une Vacherie (ensemble de vaches pour une exploitation, étable à vaches)                                               |
| Vers le pré-au-Lait           |                     | D'une pâture consacrée aux vaches laitières ou à l’élevage des veaux sous la mère                                                                                    |
| Au Bordel                     |                     | De borde (« planche, poutre ») avec le suffixe -el. : ancienne cabane                                                                                                |
| Au Chancheux                  |                     | De Chaucheur Pressoir (Anc lorrain) var. Chaucu ? |
| Derrière le Clos Saint Mansuy |                     | De Clos, pièce de terre entourée de haies ou de murs et Ant St MANSUY : dépendances de l'Abbaye éponyme                                                              |
| Les Coclures                  |                     | de conclos, s. m., enceinte., pâtures encloses ? (côclures par élision du n)                                                                                         |
| Grande Corvée                 |                     | De Corvée : temps de travail d'un champ gratuit |
| Corvée                        |                     | De Corvée : temps de travail d'un champ gratuit |
| Petite Corvée                 |                     | De Corvée : temps de travail d'un champ gratuit |
| Corvée l'Evêque               |                     | De Corvée : temps de travail d'un champ gratuit et collectif et fonction sacerdotale                                                                                 |
| Corvées de Brifoux            | Briffou, -faulx     | De Corvée : temps de travail d'un champ gratuit et collectif et toponyme "Brifoux"                                                                                   |
| Corvées Damote                |                     | De Corvée : temps de travail d'un champ gratuit et collectif et anthroponyme "Damote"                                                                                |
| A Franc Tul                   | Franc Cul           | De Culée : extrémité d'une parcelle, d'un territoire communal et "franc" (soumis à certaines règles)                                                                 |
| Cul du Frane                  |                     | De Culée extrémité d'une parcelle, d'un territoire communal et d'un anthroponyme "Frane ," ?                                                                         |
| Bedeuil                       |                     | De deuille, fontaines éphémères en Lorraine ? |
| A l'Ecolatrie                 |                     | De écolâtrie (Charge, emploi d'écolâtre.) présence d'une école ? |
| Le Pont de Ferrage            |                     | De Ferrage : terrain planté en fourrages |
| Sur le Clos des Grèves        |                     | De Grève étendue sableuse, graviers ou gravillons ? |
| Haye Vagny                    |                     | De Haye (anc fr.) pour haie et d'un anthroponyme "Vagny" |
| Crachottes (La, les)          |                     | De l'anc fr. "Crache" + diminutif - otte : Petites étables ou écuries ?                                                                                              |
| A la Trouille                 |                     | de l'ancien français troillier [2] « broyer, presser (les raisins) », dérivé de truil ou troil, « pressoir à raisins »                                               |
| Devant Barine                 |                     | De l'ancien nom des deux monts de TOUL "BAR" ou "MontBar" et dim. - ine pour le plus petit                                                                           |
| Côte Barine                   |                     | De l'ancien nom des deux monts de TOUL "BAR" ou "MontBar" et dim. - ine pour le plus petit                                                                           |
| Au But                        |                     | De l’ancien français but, variante de bout. "Au bout du chemin" (P ê le chemin de Pont Bernon)                                                                       |
| Les loges Grurard             |                     | de Loge : Petite cabane, cabanon, hutte. vieux-francique *laubja (« abri de feuillage ») et un anthroponyme                                                          |
| Meix la soeur                 |                     | De Meix, maison avec jardin, verger, dépendances; enclos et subdivision d'un finage et "La sœur"-(réf relig. ?)                                                      |
| La prairie de la Perelle      | Pérèle, Ravin de la | De perrel (Du latin petralis (« de pierre ») et/ou dérivé de perre avec le suffixe -el.) Pierrier ou chemin empierré                                                 |
| Les Plorences                 | Plorances           | De plorance, s. f., pleurs (anc fr.) : Les pleurs |
| les Rasselins                 |                     | De Raselina (Tourbe en tchèque) ? : Lieux d'extraction d'argile ? |
| Les Cronsarts                 | Gronsart            | De Sart, déverbal de sarter. (Défricher par le feu) et Cron ? ou Gron                                                                                                |
| A Tolcomte                    |                     | De tolte, s. f., enlèvement, vol, rapine, pillage ? imposition, redevance. due au Comte de Toul                                                                      |
| Trait de la Ville             |                     | De trait (action de labourage avec des animaux) et Villa (Partie rurale de la demeure gallo-romaine) finage d’une propriété                                          |
| Au Bolaivau                   |                     | De Val (Vau anc fr) et d'un anthroponyme "Bolai" |
| A Lavaux                      |                     | De vaux, pluriel de val. (vallée restreinte) : "Le val" |
| Les longevaux                 |                     | De vaux, pluriel de val. (vallée restreinte) : "Les longues vallées"                                                                                                 |
| à Attonvaux                   |                     | De vaux, pluriel de val. (vallée restreinte) et Chassin : Anthroponyme ? - "le val d'Atton"                                                                          |
| A Chassinvaux                 |                     | De vaux, pluriel de val. (vallée restreinte) et Chassin : Anthroponyme ? - "le val de Chassin"                                                                       |
| Au Panon                      |                     | Der. de Pannerie (tuilerie) ? |
| Les Marions                   |                     | Diminutif de mare ? |
| Prébandes                     | Prébendes           | Du lat Praebenda : part de biens prélevée sur les revenus d'une église pour ses clercs, P ê le revenu de ce lieu-dit                                                 |
| Charognerie (la)              |                     | Du latin populaire *caronia ; dérivé de caro, carnis (« chair »). Composé de charogne et du suffixe -erie. - exil des chevaux réformés ?                             |
| Sous le pré des Foires        |                     | Du lieu ou se tenaient les foires aux bestiaux à Toul |
| Prévoté                       |                     | Du nom donné à divers officiers d'ordre civil , judiciaire ou religieux                                                                                              |
| Prévôté (Petite)              |                     | Du nom donné à divers officiers d'ordre civil , judiciaire ou religieux                                                                                              |
| A la Sansotte                 |                     | Du nom d'un petit ruisseau ? |
| Terres le Loup                |                     | Du nom d'une source"Du Loup" donc le Ru s'écoule vers la Moselle |
| Fosse le Loup                 |                     | Du nom d'une source"Du Loup" donc le Ru s'écoule vers la Moselle |
| La Vierge                     |                     | Du nom de la Chapelle voisine qui lui est dédiée |
| A Taconné                     | Taconnet,Taconnay   | Du nom du ruisseau |
| Saint Jacques                 |                     | Du Saint éponyme |
| Abbaye Saint-Mansuy           |                     | Emprise bâti de l'abbaye de Saint-Mansuy |
| Fort Saint Michel             |                     | Emprise de l'ouvrage construit au XIXe siècle |
| Saint-Esprit                  |                     | En référence à la trilogie sacrée |
| Justice (La)                  |                     | En référence à un promontoire sur lequel était dressé un gibet ? |
| Saint-Evre                    |                     | Ensemble bâti de l'ancienne abbaye |
| La Vacherie                   |                     | ensemble de vaches pour une exploitation, étable à vaches |
| Les Béguines                  |                     | Féminin plur de béguin. (Religieuse qui est soumise aux règles monastiques sans avoir prononcé de vœux.) -                                                           |
| Au pont des Gélines           |                     | Gélines : race de poules - Présence d'un élevage ? |
| Au chauffour                  |                     | Grand four à cuire la chaux. |
| Les Grèves                    | Crèves ?            | gravele, s. f., sable, gravier ? lieu sablonneux, graveleux, grève.                                                                                                  |
| Les Fricadelles               |                     | Inc. |
| Les Féveresses                |                     | Inc. |
| Les Pramonts                  |                     | Inc. |
| Les Rouges Bonnets            |                     | Inc. |
| A l’Épaule                    |                     | Inc. |
| A Cheloup                     |                     | Inc. |
| A la Croix Jean-Leclerc       |                     | Inc. |
| Les Anneresses                |                     | Inc. |
| Le Parterre                   |                     | Inc. |
| Cretertois                    |                     | Inc. |
| Pré de la madeleine           |                     | Inc. |
| Pré Saintin                   |                     | Inc. |
| Le Grand Paquis               |                     | Inc. |
| Au miroir                     |                     | Inc. |
| la Hoitte Tache               |                     | Inc. |
| Île du Frane                  |                     | Inc. |
| Barre Saint-Nicolas           |                     | Inc. |
| La terre Saint-Léon           |                     | La paroisse Saint-Léon du Toulois est l'une des cinq paroisses du secteur pastoral de Toulois                                                                        |
| Les Poirières                 |                     | Latin pirus, poirier : clairière de poiriers |
| Chateau Cornu                 |                     | Le Cornu : le Diable ? en référence à la légende de saint Michel |
| Haut de la Pépinière          |                     | Lieu d'exploitation horticole attestée sur les anciennes cartes de TOUL et environs                                                                                  |
| Pépinière                     |                     | Lieu d'exploitation horticole attestée sur les anciennes cartes de TOUL et environs                                                                                  |
| Cimetière Saint Gengoult      |                     | Lieu d'inhumation lié à l'abbaye du même nom |
| Aux Plantes Airées            |                     | Lieu ou les plantes sont aérées (anc fr. airées) ? |
| A Notre Dame                  |                     | Nom sous lequel les catholiques désignent la mère de Jésus-Christ. "Terres en lien avec un lieu de culte"                                                            |
| Grande côte sur la Champagne  |                     | anc. fr. champaigne,lat campania « vaste étendue de pays plat »(Militaire) Terrain où guerroyer, par opposition aux forts                                            |
| Bas de la Champagne           |                     | anc. fr. champaigne,lat campania « vaste étendue de pays plat »(Militaire) Terrain où guerroyer, par opposition aux forts                                            |
| La Champagne                  |                     | anc. fr. champaigne,lat campania « vaste étendue de pays plat »(Militaire) Terrain où guerroyer, par opposition aux forts                                            |
| A Touche Bœuf                 | Fonds bœufs         | parcelle affectée au parcage des bovidés |
| Au Paradis                    |                     | partie supérieure de la Côte Barine fort escarpée et inaccessible |
| Corbins sur Brifoux           |                     | Parties du lieu-dit Brifou, P ê de Bri (inc.) et Faulx, faho (Fagus lat :Hêtre) Hêtraies ?                                                                           |
| Basses Brifoux                |                     | Parties basses du lieu-dit Brifou, P ê de Bri (inc.) et Faulx, faho (Fagus lat :Hêtre) Hêtraies ?                                                                    |
| Hautes Brifoux                |                     | Parties hautes du lieu-dit Brifou, P ê de Bri (inc.) et Faulx, faho (Fagus lat :Hêtre) Hêtraies ?                                                                    |
| Plantes aux pourceaux         |                     | Pâturage spécifique pour les porcins |
| Pré la Ville                  |                     | Pâture propriété ou dont le revenu est affecté à la Ville (au sens de Cité ou de Villa)                                                                              |
| Ravin de la Péréle            |                     | Pérèle, cours d'eau affluent du Terrouin |
| Les Vachalons                 | Vouachalons         | Petits vallons allongés ou pâture de petites vaches ? |
| Plorances sur les vacons      | Plorences           | plorance, s. f., pleurs |
| Entre bas barine              |                     | Point bas entre les deux reliefs de Toul, passage d'un ancien ruisseau se jetant dans l'Ingressin                                                                    |
| Plantes aux Vaches            |                     | Pré que l'on ne fauche pas, pré sec, sans humidité : on y envoie les vaches en toute saison.                                                                         |
| Enceinte primitive            |                     | Première enceinte fortifiée post romaine |
| La Haie Vagnier               | Haye                | Présence d'une Haye délimitant une propriété |
| A la feuille morte            |                     | Présence de bois pourvus de feuilles caduques ? |
| A Manouin (Mahin)             |                     | Prob. d'un anthroponyme : MAHIN |
| Sur la tordue de Mohin        |                     | Probab. d'un anthroponyme |
| Sur Ingressin                 |                     | Proche du ruisseau l'Ingressin (Ingrechin) |
| Derrière Saint Mansuy         |                     | Quartier proche de l'Abbaye Saint-Mansuy (derrière par rapport à la ville de Toul)                                                                                   |
| Du bas et du Haut             |                     | Référence à la position de la parcelle au bout du chemin dit "à mi-côte"                                                                                             |
| Sous la Loge des Gardes       |                     | Référence à un corps de garde placé sur la route Paris - Metz |
| Moulin Haut                   |                     | référence à un moulin à eau figurant sur les anciennes cartes de TOUL                                                                                                |
| Moulin bas                    |                     | référence à un moulin à eau figurant sur les anciennes cartes de TOUL                                                                                                |
| Derrière le Moulin de Haut    |                     | référence à un moulin à eau figurant sur les anciennes cartes de TOUL                                                                                                |
| Devant le Moulin Saintin      | Cintin              | Référence à un moulin figurant sur les cartes de TOUL (Gallica) et d'un anthroponyme "Saintin"                                                                       |
| Chemin des Chevaux            |                     | Référence à un passage privilégié des chevaux pour l'accès aux parcelles à exploiter                                                                                 |
| Derrière saint-Urbain         |                     | Référence à une chapelle dédiée au patron des vignerons |
| Viergeotte                    |                     | Référence à une croix ou un calvaire figurant sur les cartes anciennes et P ê adjoint d'une statue                                                                   |
| La Faiencerie                 |                     | Référence à une fabrique du 17e s |
| Derrière la Faïencerie        | Fayencerie          | Référence à une fabrique du 17e s |
| Ile des Sables                |                     | Référence à une grève sablonneuse en bord de Moselle |
| Fond du Bichet                |                     | Référence au "Bichet" : tout animal d'élevage en patois lorrain |
| Sur le Guet Jacques           | Waid, Weid          | Référence au lieu ou se faisait la traversée de la Moselle par bac ou gué (à pied sec) fig, sur les anciennes cartes – références germaniques sous le phonème W(aid) |
| Petite Butte sous la Vacherie |                     | Relief proche d'une Vacherie : ensemble de vaches pour une exploitation, étable à vaches                                                                             |
| Devant Saint-urbain           |                     | Saint Urbain patron des vignerons avait chapelle sur la côte Barine                                                                                                  |
| A Cord.                       |                     | Sentier à Cord., du relief très pentu, sentier raide |
| Bas de l'Ingressin            |                     | Sous le ruisseau Ingressin (Ingressin cours d'eau qui entrait dans la cité : du latin ingredior, -gressinus)                                                         |
| Prévôté (Au dessous de la)    |                     | Terrains dont le revenu allait au prévôt de la cité de Toul ? |
| L'abbé de Saint-Epvre         | -Epvre              | Terres abbatiales |
| Sur la Mais                   | Meix                | un meix est aussi précisément une « habitation rurale avec dépendances et attenante à un jardin ou verger                                                            |
| Hautes Vacons                 |                     | Vacon est attesté sous la forme Vuacon en 1011. . Il s'agirait du nom de personne germanique "Wacco"                                                                 |
| Les Vacons                    |                     | Vacon est attesté sous la forme Vuacon en 1011. . Il s'agirait du nom de personne germanique "Wacco"                                                                 |
| Sur le chemin du Chavaux      | Chaveau             | Vaux (autre forme de Val : vallée restreinte) et "Châ" dénomination affectée à une des anciennes portes de Toul                                                      |

### Mélioratifs
L'usage de mélioratifs dans la dénomination des toponymes n'est pas une nouveauté, et dès le Moyen Âge les agglomérations nouvelles, peut-être pour attirer vers elles les populations des villages voisins, vantaient le charme ou la sécurité des lieux, voire les avantages qu'on pouvait en tirer. L'adjectif beau entre ainsi en composition dans d'innombrables noms de lieux. Le plus banal de tous : Beaulieu , nom de 23 communes françaises. Guère plus original : Belleville  (seul ou en composition dans 14 communes). Mais comme les nouveaux villages étaient souvent situés sur des hauteurs, c'est Beaumont  qui est largement en tête (55 communes).
Depuis ces hauteurs, la vue était imprenable, gage de sécurité et éventuellement de plaisir. D'où les noms tels que Mirabeau, Mirabel , Beauregard , Beauvoir  ou Belvédère. L'idée de forteresse imprenable apparaît notamment dans des noms tels que Bellegarde  ou Belfort.
Si le lieu n'est pas qualifié de beau, il peut être nommé bon, les deux termes étant souvent équivalents en ancien français : Bonneville  (Sauf Bonneville-Aptot, Eure, qui est un ancien Burnencvilla), Bonneval , Bonrepos. Enfin, il n'est pas rare que des localités dont le nom ancien commençait par mal- se soit transformées pour être plus attrayantes. Ainsi, dès le Moyen Âge, Malpas (le mauvais passage) est devenu Bompas (Pyrénées-Orientales).
Il subsiste toutefois des exceptions (Rueil-Malmaison), et également des toponymes qui ne sont pas issus de cette racine -mal, -mau, telles Maugio ou encore Maubeuge.
On peut également considérer comme des mélioratifs des termes tels que Villeneuve  ou Villefranche . Souvent créées au XIIIe siècle, ces localités offraient dans bien des cas à leurs habitants l'exemption des droits seigneuriaux si pesants dans les villages voisins.

## Graphie des toponymes français
La graphie des toponymes officiels français (ceux des entités administratives : régions, départements, arrondissements, cantons, communes) est fixée par l’édition la plus récente du Code officiel géographique publié par l’Insee.
Pour le français de France, les principales règles typographiques sont les suivantes :
- tous les substantifs, adjectifs et verbes prennent une majuscule ;
- les articles, prépositions, conjonctions et adverbes prennent une majuscule en début de nom et une minuscule à l’intérieur du nom, à l’exception de Hors, qui prend toujours une majuscule, et des prépositions situées en fin de toponyme, qui prennent également une majuscule ;
- les toponymes officiels composés de localités administrativement organisées comportent un trait d’union entre tous les termes, sauf après l’article initial ou lorsqu’il y a une apostrophe[31]. Exemples pour L'Île-Rousse, La Roche-sur-Yon, Saint-Vincent-et-les-Grenadines, et Villeneuve-d'Ascq.

Exceptions : Pays de la Loire, Territoire de Belfort et l’espace est conservée sans trait d'union dans Côte d'Azur (car c'est un surnom géographique) même quand il entre dans la composition du nom de région Provence-Alpes-Côte d'Azur. On ne met pas non plus de trait d'union dans la partie non officielle d'un toponyme (Clermont de l'Oise).
La règle est obligatoire pour les communes sur tous les panneaux officiels (encadrés de rouge) à l’entrée des agglomérations, pour les départements et les régions (sauf les exceptions ci-dessus), mais n’est pas toujours appliquée de façon cohérente sur les autres panneaux (lieux-dits, bâtiments administratifs). Cette règle ne s'applique pas aux noms géographiques tels les noms de rivières (la Sèvre Niortaise), d’îles (l’île d’Yeu est une île française située administrativement sur la commune de L’Île-d’Yeu) et de montagnes (le mont Sainte-Odile, le mont Blanc mais le massif du Mont-Blanc). En outre les antonomases (noms propres utilisés comme noms communs ou inversement) constituant des appellations d’origine s’écrivent avec une minuscule, comme dans le cas d'un verre de bordeaux ou de bourgogne, d'une coupe de champagne, d'un havane ou d'un sèvres.
La majuscule est toutefois maintenue si le lieu est cité en tant que tel, par exemple dans le cas des vins de Bordeaux, du vignoble de Saint-Émilion ou de la porcelaine de Limoges ; certaines appellations appliquent donc simultanément ces deux règles, comme le camembert de Normandie ou le brie de Meaux.
Nota : le Lexique des règles typographiques en usage à l'Imprimerie nationale précise dans son chapitre consacré aux toponymes, tel que repris par les règles de typographie de l'encyclopédie wikipédia :
- Cas no 8 : « L'article précédant le nom d'une commune prend la majuscule (sauf s'il y a contraction) : Le Havre, La Rochelle, la ville du Mans. »
Exemples : La Croix-Valmer, La Haye, Les Lilas, La Mecque, Le Caire.
- Cas no 9 : « L'article précédant un lieu-dit, un quartier d'agglomération et tout terme géographique autre qu'un nom de commune (pays, îles, montagnes, fleuves, etc.) conserve la minuscule : les Batignolles, la Martinique. »
Exemples : la Guadeloupe, la Réunion, la Villette (bien que ce cas soit litigieux et qu'on puisse trouver légitimement La Villette, ce nom étant bien à l'origine celui d'une commune, régi par le cas no 8).
- Cas no 10 : « Les surnoms géographiques, expressions traditionnelles suffisant à identifier certaines régions ou villes, se composent généralement avec une capitale aux substantifs et aux adjectifs qui précèdent le premier substantif : la Côte d'Azur, le Nouveau Monde. »
Exemples : la Côte d'Argent, la Côte d'Émeraude, la Côte d'Opale, la Ville Éternelle, la Terre de Feu.